# Diospilus antipodum
Diospilus antipodum är en stekelart som beskrevs av Turner 1922. Diospilus antipodum ingår i släktet Diospilus och familjen bracksteklar. Inga underarter finns listade i Catalogue of Life.